# Naoekan
Naoekan (Russisch: Наукан) is een voormalig dorp in Tsjoekotka, Rusland, nabij Kaap Dezjnjov, de oostelijke punt van het Aziatisch continent. Tot 1958 was het de meest oostelijke nederzetting van Eurazië. Tegenwoordig ligt het in het Russische deel van het Nationaal Park Beringia.
Naoekan ontstond rond de 14e eeuw. In de daaraan voorafgaande eeuwen werd de omgeving ook bewoond, mogelijk al vanaf 2000 v. Chr. In 1648 werd de omgeving van Naoekan verkend door Semjon Dezjnjov en ontdekte hij de oostelijke kaap van het continent. In de omgeving staan enkele monumenten voor Dezjnjov, waaronder een buste op de berg Ingegroek, een houten kruis geplaatst in 1910 en een vuurtorenmonument in de vorm van een obelisk van architect B.K.Semenenko (1956). In Naoekan werd vroeger walrusivoor gesneden, de ivoorsnijder Choechoetan en de Eskimo-dichteres Zoja Nikolajevna woonden in dit dorp.
Het dorp werd in 1958 ontbonden als onderdeel van een campagne om landelijke gebieden te consolideren. Voor de uitzetting woonden er ongeveer vierhonderd mensen in Naoekan, verdeeld in 13 clans. De bevolking bestond uit Joepiken, of Siberische eskimo's. De uitzetting vond sinds 1954 achter de schermen plaats en zou verband houden met de strategische doelstellingen van de Koude Oorlog. Men achtte het onwenselijk dat in de nabijheid van de grens met de Verenigde Staten burgers woonden, in verband met een mogelijk militair conflict. Het bestaan van de plaats eindigde formeel op 20 november 1958 bij besluit nr. 165 van het uitvoerend comité van het district Tsjoekotka. Tijdens de hervestiging werden moedertaalsprekers van de Naoekan-taal (Eskimo-talen) verspreid, en gedeeltelijk samen met de Tsjoektsjen gevestigd op plaatsen waar een andere Eskimotaal - de Tsjaplino-taal - werd gesproken. De meeste Joepiken uit Naoekan werden verplaatst naar het dorp Noenjamo, dat ook niet meer bestaat; tegenwoordig wonen (nakomelingen van) individuele families uit Naoekan in de Tsjoektsji-dorpen Oeëlen, Lavrentia en Lorino, evenals in de Joepikdorpen Novoje Tsjaplino, Sireniki en Oeëlkal en in de steden Anadyr, Magadan en Vologda. Uiteindelijk leidde deze hervestiging van de bewoners van Naoekan tot een bijna volledige uitsterving van de taal.

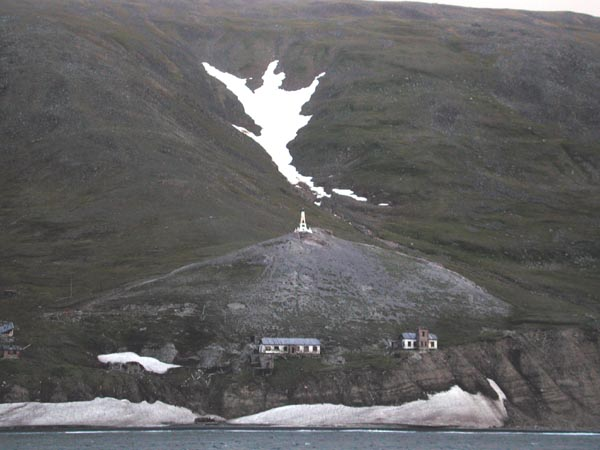
Obelisk vanuit zee gezien

In 2018 veroorzaakte een poging om herdenkingsmonumenten te plaatsen voor de 'orthodoxe veroveraars van Tsjoekotka' in de buurt van de kust, een controverse tussen het bestuur van Beringia en orthodoxe activisten.
In 2019 werd Naoekan, evenals de voormalige nederzetting Noenak en de nederzetting met eskimo-begraafplaats Ekven op de Russische voorlopige lijst van de Unesco gezet. Door de aanwezigheid van archeologisch materiaal kan de cultuur van Arctische zee-zoogdierjagers hier nader onderzocht worden.

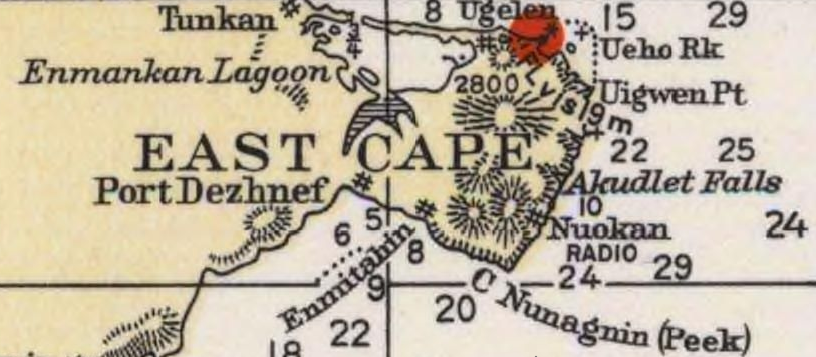
Naoekan op plattegrond uit 1937

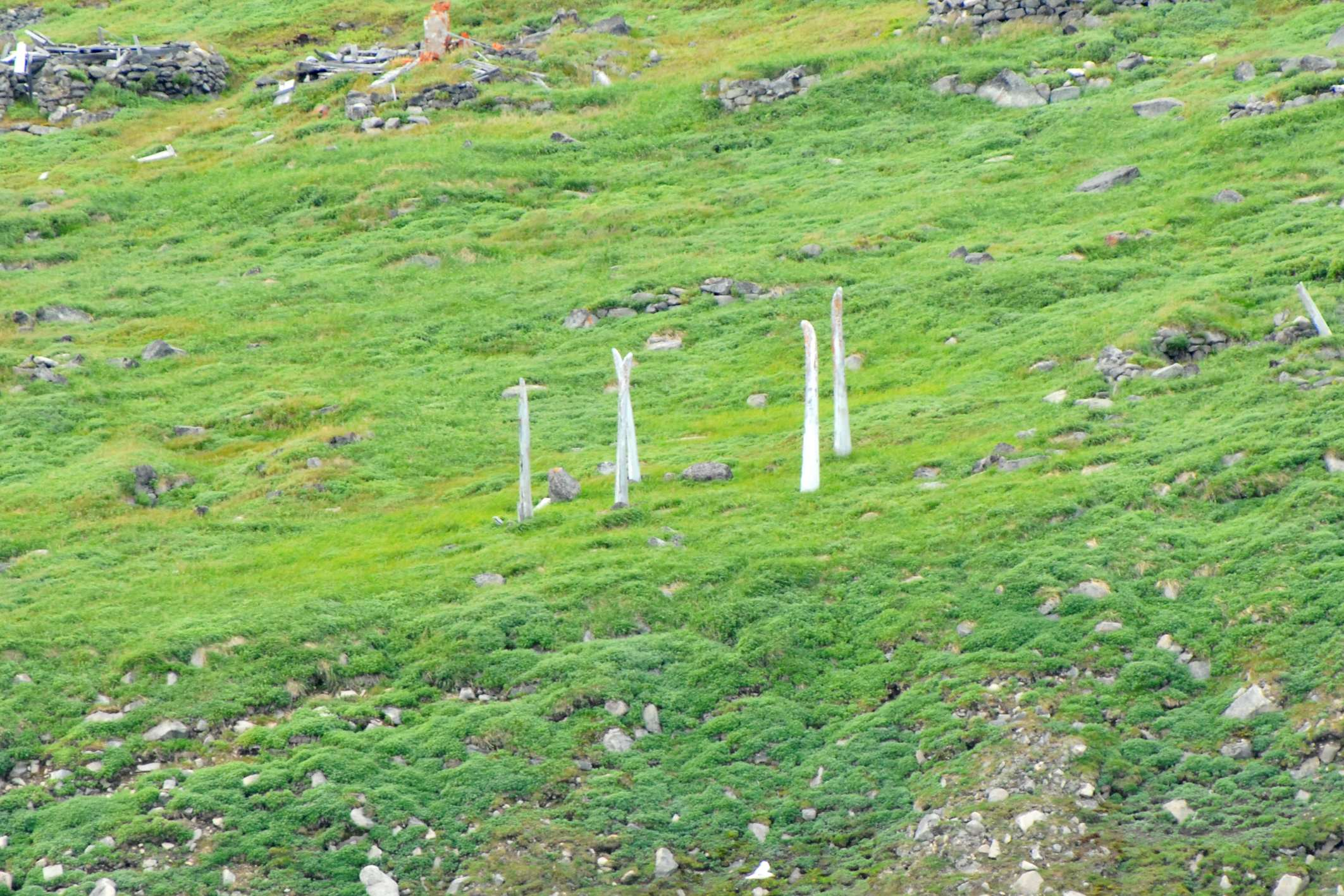
Walvisbotten nabij Naoekan